# Olecka Kolej Wąskotorowa
Olecka Kolej Wąskotorowa (niem. Oletzkoer Kleinbahn-AG, Treuburger Kleinbahnen) – nieistniejąca kolej wąskotorowa o prześwicie toru 1000 mm położona na terenie obecnego województwa warmińsko-mazurskiego. Po drugiej wojnie kolej nie została odbudowana.

## Historia
Po raz pierwszy kolej dotarła do Olecka w 1879 roku dzięki państwowej linii Gołdap - Ełk. W 1908 roku powstała lokalna linia kolejowa Olecko - Kruklanki.
W celu uzupełnienia sieci połączeń na terenie powiatu powołano w dniu 19 grudnia 1909 roku przedsiębiorstwo Kolejka Olecka SA (Oletzkoer Kleinbahn-AG), której udziałowcami zostało państwo pruskie (udział w wysokości 1 050 000 Marek), Prowincja Prusy Wschodnie (525 000 M), Powiat Olecki (525 000 M) oraz przedsiębiorstwo Lenz & Co. (463 000 M). Zaplanowano budowę dwóch odcinków:
- Garbas (Garbassen) - Mieruszki (Mierunsken) - Olecko (Marggrabowa) o długości 27,3 km.
- Olecko - (Marggrabowa) - Świętajno (Schwentainen) o długości 15,9 km.

W ciągu następnych kilku miesięcy spółka uzyskała koncesję wraz z prawem do wywłaszczenia gruntów (marzec 1910 roku) i przystąpiła do budowy.
Kolejkę zaprojektowano jako wąskotorową o szerokości toru 1000 mm. Główną stację przeładunkową z parowozownią zlokalizowano w Olecku równolegle do placów składowych kolei państwowych, przy czym część osobową umieszczono w północnej jej części na skwerze na wprost dworca kolei państwowych. Ze stacji wyprowadzono linie w dwóch kierunkach oraz bocznicę do gazowni miejskiej. Urozmaicony teren wymusił wykonanie szeregu prac ziemnych oraz obiektów inżynieryjnych. Były to głównie żelbetowe wiadukty kolejowe i drogowe, część z nich wykonana jako konstrukcje trójprzęsłowe z bocznymi przęsłami łukowymi i środkowym w postaci belki stalowej. Budowy wiaduktu (pierwotnie z belką stalową) wymagało również przeprowadzenie toru kolejki do Świętajna pod linią kolei państwowych na południe od stacji w Olecku.
Oba odcinki Kolejki Oleckiej oddano do użytku 18 września 1911 roku.
W sierpniu 1914 roku okolice Olecka wraz z całymi Mazurami zostały zajęte przez Rosjan. Po bitwie pod Tannenbergiem już we wrześniu Olecko znalazło się w strefie walk podczas bitwy nad jeziorami mazurskimi. Ostatecznie armię rosyjską wyparto z Prus Wschodnich w lutym 1915 roku, jednak kolejka została w znacznym stopniu zniszczona. Wycofujące się wojska rosyjskie wywiozły część taboru, materiałów i infrastruktury. Ogółem straty oszacowano na 256.500 RM. Z pomocą państwa udało się kolejkę ponownie uruchomić w 1916 roku.
Kolejka służyła lokalnej społeczności przez cały okres międzywojenny, jednak słabo rozwinięte tereny pogranicza nie zapewniały wystarczających przychodów i kolejka regularnie notowała straty.
W 1924 roku Wschodniopruskie Towarzystwo Kolejowe (Ostdeutsche Eisenbahn-Gesellschaft) odkupiło pakiet akcji należący do firmy Lenz & Co. przejmując tym samym prowadzenie ruchu na kolejce. 30 czerwca 1924 roku Olecka Kolej Wąskotorowa została połączona z innymi wschodniopruskimi kolejkami należącymi do ODEG. Powstałemu w ten sposób przedsiębiorstwu nadano nazwę Kolejki Wschodniopruskie SA (Ostpreußische Kleinbahnen AG). Siedzibę zarządu zlokalizowano w Królewcu. Poza kolejką olecką w skład Kolejek Wschodniopruskich SA weszły min:
| L.p. | Nazwa                                                             | Szerokość toru | Długość linii | Uwagi        |
| ---- | ----------------------------------------------------------------- | -------------- | ------------- | ------------ |
| 1    | Insterburger Kleinbahnen (Kolejki Wystruckie)                     | 750 mm         | 221 km        |              |
| 2    | Königsberger Kleinbahn (Kolejka Królewiecka)                      | 750 mm         | 58,6 km       |              |
| 3    | Ortelsburger Kleinbahn (odcinek Pupy - Rozogi)                    | 600 mm         | 15,4 km       |              |
| 4    | Rastenburger Kleinbahnen (Kolejki Kętrzyńskie)                    | 750 mm         | 127,3 km      |              |
| 5    | Schloßberger Kleinbahnen                                          | 1000 mm        | 60,8 km       |              |
| 5    | Lycker Kleinbahn (Kolejka Ełcka)                                  | 1000 mm        | 48,0 km       |              |
| 6    | Wehlau–Friedländer Kreisbahnen                                    | 750 mm         | 65,8 km       |              |
| 7    | Kleinbahn Wöterkeim - Schippenbeil (Kolejka Wiatrowiec - Sępopol) | 1435           | 5,0           | Od 1930 roku |

Okres drugiej wojny światowej wiązał się ze wzrostem przewozów, jednak działania wojenne nie miały bezpośredniego wpływu na funkcjonowanie kolejki aż do stycznia 1945 roku. Styczniowa ofensywa armii czerwonej doprowadziła do zajęcie Olecka 21 stycznia 1945 roku i oznaczała koniec istnienia kolejki.
Gdy Olecko zostało przejęte przez administrację polską w czerwcu 1945 roku, straty w majątku kolejki wąskotorowej oceniono na 85% (straty w zabudowie miasta oszacowano na 80%). Jednocześnie wskutek akcji systematycznego wysiedlania ludności niemieckiej bardzo spadła liczba mieszkańców. Biorąc to pod uwagę zdecydowano o likwidacji kolejki i wykorzystaniu pozyskanych w ten sposób materiałów i taboru do odbudowy i uruchomienia innych linii (głównie kolejki ełckiej). Przewidywano co prawda możliwość odbudowy w bliżej nieokreślonej przyszłości, jednak planów tych nigdy nie zrealizowano.

## Przewozy
Peryferyjne położenie kolejki oleckiej oznaczało, że ruch na kolejce nie był wielki. Według rozkładu z lata 1917 roku na odcinku Olecko - Garbas kursowały 3 pary pociągów, zaś na odcinku Olecko - Świętajno 2 pary. 10 lat później w obu relacjach było już tylko po jednej parze codziennych pociągów. Druga para kursowała tylko w wybrane dni tygodnia.
W lecie 1939 roku utrzymała się jedna para pociągów na całej trasie, jednak dodatkowa para kursowała wyłącznie na odcinku Olecko - Garbas i tylko w dni przedświąteczne.

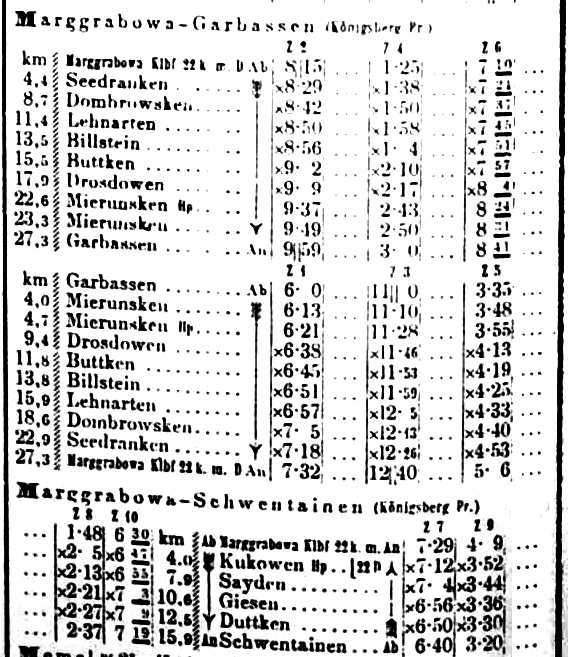
Rozkład jazdy - lato 1917
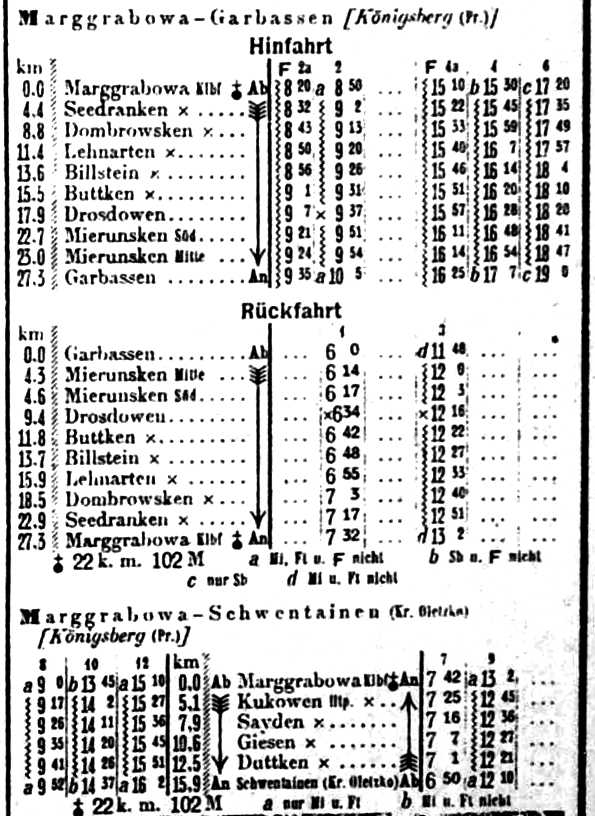
Rozkład jazdy - lato 1927
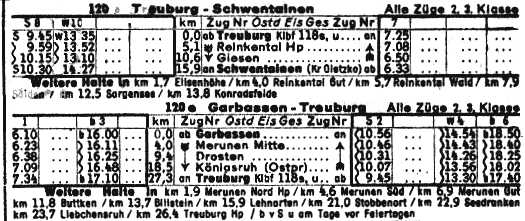
Rozkład jazdy - lato 1939

Wielkość przewozów na kolejce oleckiej:
| Rok  | Przewozy pasażerskie [osób] | Przewozy towarowe [ton] |
| ---- | --------------------------- | ----------------------- |
| 1933 | 47 000                      | 29 000                  |
| 1938 | 36 989                      | 18 469                  |
| 1940 | 61 177                      | 22 730                  |
| 1942 | 130 404                     | 26 574                  |

## Infrastruktura
Sieć Oleckiej Kolei Wąskotorowej tworzyły dwie linie wybiegające z głównej stacji w Olecku na północ i na południowy wschód. Całkowita długość linii wynosiła 43,2 km. Wykaz stacji i przystanków przedstawiają tabele:
| Km       | Nazwa polska            | Nazwa niemiecka                   | Rodzaj posterunku              | Uwagi |
| -------- | ----------------------- | --------------------------------- | ------------------------------ | --- |
| 0,0      | Garbas                  | Garbassen                         | stacja końcowa                 | Dworzec murowany, magazyn szachulcowy.                                                                                              |
| 1,9      | Mieruniszki Północ      | Mierunsken Nord                   | przystanek                     | |
| 4,0      | Mieruniszki Centrum     | Mierunsken Mitte                  | przystanek                     | |
| 4,6      | Mieruniszki Południe    | Mierunsken Süd                    | przystanek                     | Bocznica do fabryki |
| 6,9      | Mieruniszki Folwark     | Mierunsken Gut                    | przystanek                     | |
| 9,4      | Drozdowo                | Drosdowen                         | przystanek                     | |
| 11,8     | Budki                   | Buttken                           | przystanek                     | |
| 13,7     | Biała Olecka (Kamienna) | Billstein                         | stacja (od II wojny światowej) | Bocznica do gorzelni |
| 15,9     | Lenarty                 | Lehnarten                         | przystanek                     | |
| 18,0     | Dąbrowice (Dombrowskie) | Dombrowsken                       | przystanek                     | |
| 21,0     | Babki Oleckie           | Stobbenort                        | przystanek                     | |
| 22,9     | Sedranki I              | Seedronken                        | przystanek                     | |
| 23,3     | Sedranki II             | Seedronken                        | przystanek sezonowy            | |
| 23,7     | Olecko Kolonia          | Liebchenruch                      | przystanek                     | Budynek poczekalni |
| 26,4     | Olecko Północ           | Marggrabowa/Treuburg              | przystanek                     | |
| 26,8     | Olecko Stadion          | Marggrabowa/Treuburg Stadion      | przystanek (od lat '30)        | Drewniana wiata peronowa |
| 27,0     | Olecko Centrum          | Marggrabowa/Treuburg Mitte        | przystanek                     | |
| 27,3 0,0 | Olecko Wąskotorowe      | Marggrabowa/Treuburg Kleinbahnhof | stacja styczna                 | Dworzec, sanitariat, magazyn, waga wozowa i wagonowa, rampa czołowo-boczna, parowozownia z warsztatami, bocznica do Zakł. Miejskich |
| 1,7      | Siejnik                 | Elisenhöhe                        | przystanek                     | |
| 4,0      | Kukowo                  | Kukowen                           | przystanek                     | |
| 5,1      | Kukowo Folwark          | Kukowen Gut                       | przystanek                     | |
| 5,7      | Kukowo Las              | Kukowen Wald                      | przystanek                     | |
| 7,9      | Zajdy                   | Sayden                            | przystanek                     | |
| 10,6     | Giże                    | Giesen                            | przystanek                     | |
| 12,5     | Dudki                   | Duttken                           | przystanek                     | |
| 13,8     | Kondratowo              | Kondratsfelde                     | przystanek                     | |
| 15,9     | Świętajno               | Schwentainen                      | stacja końcowa                 | |

## Tabor
Pierwszymi parowozami na kolejce oleckiej były cztery tendrzaki zbudowane przez Union Giesserei Königsberg w 1911 roku (nr fabr. 1883, 1884, 1885, 1886). Na kolejce oznaczono je TKB 1, 2, 3 i 4. Parowozy o układzie osi 1-3-0 posiadały silnik bliźniaczy. Nadciśnienie pary w kotle wynosiło 12 atm. Dwa z tych parowozów zostały utracone na przełomie lat 1914/15. W zamian otrzymano lokomotywę wyprodukowaną przez firmę Arnold Jung Lokomotivfabrik z Jungenthal (nr fabr. 2293). Był to również tendrzak z silnikiem bliźniaczym, lecz z dwoma osiami napędnymi o mocy 100 KM. Wkrótce zamówiono również w fabryce Jung dwa kolejne tendrzaki o układzie osi 1-3-0 o mocy 160 KM. Parowozy tego typu zakupiono wówczas również dla kolejki ełckiej i Pillkaller Kleinbahn.
Wykaz parowozów Oleckiej Kolei Wąskotorowej
| Oznaczenie | Producent                               | Nr fabr. / rok prod. | Typ    | Moc    | Uwagi                                                        |
| ---------- | --------------------------------------- | -------------------- | ------ | ------ | ------------------------------------------------------------ |
| TKB 1      | Union Giesserei, Königsberg             | 1883 / 1911          | 1'Cn2t |        |                                                              |
| TKB 2      | Union Giesserei, Königsberg             | 1884 / 1911          | 1'Cn2t |        |                                                              |
| TKB 3      | Union Giesserei, Königsberg             | 1885 / 1911          | 1'Cn2t |        | Utracony na przełomie lat 1915/16.                           |
| TKB 4      | Union Giesserei, Königsberg             | 1886 / 1911          | 1'Cn2t |        | Utracony na przełomie lat 1915/16.                           |
| TKB 5      | Arnold Jung Lokomotivfabrik, Jungenthal | 2293 / 1915          | 1'Bn2t | 100 KM |                                                              |
| TKB 3'     | Arnold Jung Lokomotivfabrik, Jungenthal | 2358 / 1916          | 1'Cn2t | 160 KM | Po 1945 roku przesłany do Ełku, na PKP Txa2-3341 > Tya6-3324 |
| TKB 4'     | Arnold Jung Lokomotivfabrik, Jungenthal | 2359 / 1916          | 1'Cn2t | 160 KM | Po 1945 roku przesłany do Ełku, na PKP Txa2-3342 > Tya6-3325 |

Według danych z 1933 i 1938 roku na kolejce oleckiej znajdował się następujący tabor:
- 4 parowozy
- 8 wagonów osobowych
- 2 wagony bagażowe[d]
- 36 wagonów towarowych

Dwuosiowe wagony osobowe II/III klasy z otwartymi pomostami wyprodukowane zostały przez fabrykę Waggon-Fabrik Steinfurt GmbH Königsberg. Miały blachownicową ostoję i drewniany szkielet pudła obity blachą. Wnętrze podzielono na dwa przedziały z ławkami ustawionymi prostopadle do kierunku jazdy. Zastosowano ogrzewanie parowe zasilane z parowozu.
Wagony pocztowo-bagażowe powstały w wyniku przebudowy krytych wagonów towarowych. Urządzono wnętrze, drewniane pudło obito blachą zaś drzwi przesuwne w ścianach bocznych zamieniono na dwuskrzydłowe. Wagony te wyposażono w indywidualne ogrzewanie.
Wagony towarowe były dwuosiowe ze stalową ostoją i drewnianym pudłem.
Na kolejce oleckiej przez cały okres jej istnienia stosowano sprzęgi półautomatyczne Scharfenberga.
Tabor, który przetrwał działania wojenne i grabieże dokonywane w 1945 roku przez armię radziecką został przetransportowany do Ełku.